# المقاومة الإسلامية في العراق
المقاومة الإسلامية في العراق (IRI) هو مصطلح شامل للجماعات الإسلامية الشيعية في العراق والتي توصف بأنها شبكة جهات مسلحة.

## خلفية
في أكتوبر 2023، بدأ الجيش الإيراني في إطلاق الصواريخ والطائرات بدون طيار على القواعد الأمريكية في العراق والأردن وسوريا، مما تسبب في إصابات طفيفة للجنود الأمريكيين حتى أدى هجوم بطائرة بدون طيار إلى مقتل ثلاثة جنود أمريكيين في الأردن في 28 يناير 2024. ومنذ نوفمبر 2023، هاجمت إيران إسرائيل بطائرات بدون طيار وصواريخ متعددة. كانت الإصابات الدماغية هي النتيجة الطبية الأكثر ذكرًا للهجمات الخمسة على القوات الأمريكية، وقد بدأت الجهود الدبلوماسية التي قام بها وزير الخارجية الأمريكي أنتوني بلينكن وبشكل مباشر من قبل رئيس الوزراء العراقي محمد شياع السوداني في زيارة إلى طهران.

## الجماعات
- تشكيل الوراثين
- كتائب حزب الله.[12]
- حركة النجباء.[12][13]
- عصائب أهل الحق.[12][14]
- كتائب سيد الشهداء.[12]

## العمليات في العراق والأردن وسوريا
في 18 أكتوبر 2023، وسط الحرب الفلسطينية إسرائيلية، بدأت المقاومة الإسلامية في العراق موجات من الهجمات على القواعد الأمريكية في كل من العراق سوريا، بدءًا بشن غارة بطائرة بدون طيار على قاعدة الأسد الجوية ولكن اعترضت وأخفقت في الهجوم.
في 24 أكتوبر، أعلنت المقاومة الإسلامية في العراق مسؤوليتها عن عدة ضربات بطائرات بدون طيار على قواعد أمريكية في شرق سوريا، ولا سيما على حقل العمر النفطي في محافظة دير الزور والشدادي في محافظة الحسكة.
في 5 نوفمبر، أصدرت المقاومة الإسلامية في العراق تحذيرًا قبل زيارة أنتوني بلينكن إلى بغداد، قائلة: "زيارة أنتوني بلينكن ابن اليهودية، وزير خارجية أمريكا، بل وزير الحرب الصهيوني، غير مرحب بها في عراق علي والحسين (عليهما السلام)، وإذا ما جاء فإننا سنقابله بتصعيد غير مسبوق". ونتيجة لهذه التهديدات، ارتدى بلينكن سترة مضادة للرصاص عند وصولهِ في مطار بغداد الدولي.
في 9 نوفمبر، تعرضت القوات الأمريكية للقصف ثلاث مرات منفصلة خلال 24 ساعة، بما في ذلك ضربات الطائرات بدون طيار في قاعدة الأسد الجوية وقاعدة الحرير الجوية، بالإضافة إلى هجوم بالعبوة الناسفة على دورية بالقرب من سد الموصل.
وفي 20 نوفمبر، أصيب ثمانية جنود أمريكيين من قوات التحالف بهجوم صاروخي باليستي، كما حدثت أضرار طفيفة في البنية التحتية بعد تعرض القاعدة الجوية لهجوم بصاروخ باليستي.
في 25 ديسمبر/كانون الأول، أعلنت المقاومة الإسلامية في العراق مسؤوليتها عن هجوم بطائرة بدون طيار على القاعدة أدى إلى إصابة ثلاثة جنود أمريكيين، وكانت إصابة أحدهم بجروح خطيرة.
في 18 كانون الثاني (يناير) 2024، أعلنت المقاومة الإسلامية في العراق أنها أسقطت طائرة أمريكية بدون طيار من طراز MQ-9 Reaper بعد إقلاعها من الكويت بالقرب من المقدادية بمحافظة ديالى.
في 20 يناير 2024، أعلنت مسؤوليتها عن هجوم صاروخي على قاعدة عين الأسد الجوية في محافظة الأنبار، مما أدى إلى إصابة جنديين أمريكيين وجندي عراقي.
في 28 يناير، شنت القوات المسلحة الإيرانية هجومًا بطائرة بدون طيار على موقع تاور 22 العسكري الأمريكي في الركبان الأردن، مما أسفر عن مقتل ثلاثة جنود أمريكيين وإصابة 47 آخرين بجروح.
وفي 4 فبراير 2024، ضربت طائرة بدون طيار ساحة تدريب في حقل العمر بدير الزور شرقي سوريا، الذي يضم قوات أمريكية، بحسب قوات سوريا الديمقراطية. وعلى الرغم من عدم الإبلاغ عن وقوع إصابات في صفوف القوات الأمريكية، فقد قُتل سبعة مقاتلين أكراد على الأقل وأصيب 18 آخرون. وأعلنت المقاومة الإسلامية في العراق مسؤوليتها عن الهجوم. وأدانت قوات سوريا الديمقراطية الهجوم، وقالت إن لها "كل الحق في الرد".

## التدخل في الصراع بين إسرائيل وحزب الله
في 9 يناير، حذر المتحدث باسم كتائب حزب الله جعفر الحسيني من أن المقاومة الإسلامية في العراق ستساعد حزب الله في محاربة إسرائيل إذا اندلعت الحرب بين الجانبين. وجاء هذا البيان بعد أسابيع قليلة من إعلان المقاومة الإسلامية في العراق مسؤوليتها عن هجوم بطائرة بدون طيار على حقل كاريش للغاز.

## التدخل في الصراع بين الولايات المتحدة والحوثيين
في 11 يناير، قالت المقاومة الإسلامية في العراق إنه إذا تعرضت اليمن لهجوم من قبل الولايات المتحدة والمملكة المتحدة ، "فسوف نهاجم القواعد الأمريكية بكل ما في وسعنا". بعد الضربات الجوية الأمريكية البريطانية الأولية على اليمن، كانت هناك تقارير عن انفجار قنبلة وصفارات الإنذار في السفارة الأمريكية في العراق. وفي الشهر نفسه، شنت المقاومة الإسلامية في العراق هجوما بطائرة بدون طيار على قاعدة أمريكية في الأردن، مما أسفر عن مقتل ثلاثة جنود أمريكيين وإصابة 47 آخرين.

## الضربات الجوية الأمريكية
في 21 نوفمبر، ضربت طائرة حربية أمريكية من طراز AC-130 مركبة لكتائب حزب الله بالقرب من أبو غريب بالعراق ردًا على هجوم المقاومة الإسلامية في العراق في 20 نوفمبر على قاعدة عين الأسد الجوية.
في 2 فبراير، شنت الولايات المتحدة ضربات جوية انتقامية استهدفت الميليشيات المدعومة من إيران في العراق وسوريا، ردًا على هجوم أسفر عن مقتل ثلاثة جنود أمريكيين في الأردن. في 7 فبراير، أدت غارة أمريكية بطائرة بدون طيار على سيارة في حي المشتل ببغداد إلى مقتل قائد كتائب حزب الله أبو باقر الساعدي.